# Christian Bertilsson
Christian Bertilsson (5 september 1991) is een Zweeds voormalig wielrenner. Hij kwam in 2014 uit voor het Giant-Shimano Development Team, het opleidingsteam van Giant-Shimano.Daarvoor kwam hij uit voor kleinere Zweedse teams.

## Overwinningen
2012
- Färs and Frocta Sparbank GP
- Proloog Tour of Jamtland

2013
- Sandby GP
- Sista Chansen

Bertilsson · Biermans · Brockhoff · Frame · van der Haar · Haugaard · Ludvigsson · Pölder · Rask · Schachmann · Janssen (stagiair)